# Demag Grabendolch
Der Demag Grabendolch ist eine Produktionsvariante eines im Ersten Weltkrieg typisierten deutschen Grabendolches, der in gleicher Bauart von mehreren Herstellern produziert wurde. Diese Bauart wurde neben weiteren Bauarten von Grabendolchen an die Truppen des Deutschen Heers ausgegebenen und als Kampfmesser und Gebrauchsgegenstand im Stellungskrieg verwendet.

## Geschichte
Im Verlauf des Ersten Weltkrieges stellte sich heraus, dass die herkömmliche Ausrüstung der Soldaten nur bedingt an die Bedingungen des Stellungskrieges angepasst war. Die Ausrüstung war teils zu sperrig. Soldaten fertigten so zum Behelf ihre eigenen Nahkampfwaffen an, wie geschärfte Feldspaten, Grabenkeulen oder selbst gebaute Messer. Das alles wurde meist hinter den Linien in Feldschmieden und Werkstätten angefertigt. Manche Soldaten brachten auch einfach Küchenmesser aus der Heimat mit. Dieser dringende Bedarf wurde auch vom Kriegsministerium bemerkt.
Die Deutsche Maschinenfabrik AG (DEMAG) in Duisburg entwarf einen oft kopierten und in unzähligen Varianten produzierten Dolch für die Front. Den Archetyp für den Deutschen Grabendolch, wie er in vielen Abwandlungen produziert wurde.
Die Messerfirma H.Böker & Co aus Solingen bekam 1915 vom Heereszeugamt in Berlin den Auftrag, ein Messer für die Fronttruppen zu fertigen. Dieser Dolch sollte günstig und einfach zu produzieren sein. Dazu sollte er handlich sein und den Bedingungen an der Front trotzen. Der Deutsche Grabendolch, in der Version hergestellt von Böker, wurde in den folgenden Jahren etwa 90.000 mal produziert, und überwiegend an die damals neu aufgestellten Sturmtruppen und Sturmpioniere ausgegeben. Nach dem Ende des Ersten Weltkrieges wurde der Dolch noch von einzelnen Soldaten genutzt und auch aus dem Zweiten Weltkrieg gibt es angeblich  Bilder, auf denen Soldaten diesen Dolch an ihrer Koppel tragen.
Böker ist letztendlich aber nur einer von vielen der damaligen Produzenten eines Grabendolches im DEMAG-Stil. Jedoch war mit nach mehreren Steigerungen letztlich gegen Ende des Krieges verordneten 40 ausgegebenen Messern pro Kompanie die Zahl der offiziell ausgegebenen Messer und erst recht der Dolche im DEMAG-Stil im Vergleich zu den Truppen gering. Da es keine Auswahlverfahren für Messer gab, wurden von der militärischen Verwaltung einfach Messer auf dem Markt beschafft. 27 unterschiedlichste Ausführungen von „Grabendolchen“ mit Abnahmestempel der Deutschen Armee sind bekannt. Etwa ein Dutzend davon setzte sich während des Krieges auf dem Markt mit der Zeit durch. Das DEMAG-Modell bzw. seine Nachahmer waren auf dem Markt recht erfolgreich. Die Griffmaterialien der Messer waren zum Anfang des Krieges meist Harthölzer wie Nussbaum, mit dem Kriegsverlauf,  vor allem gegen Ende setzte sich aber Buchenholz durch, oft aber auch geprägtes Stahlblech, welches aufgrund von Rohstoffengpässen vor allem gegen Ende des Krieges verwendet wurde, wobei die Prägung einen Hirschhorngriff wie bei dem eines klassischen deutschen Jagdnicker nachahmte.